# Anomis fulminans
Anomis fulminans là một loài bướm đêm trong họ Erebidae.